# إعلان القضاء على التمييز ضد المرأة
إعلان القضاء على التمييز ضد المرأة هو إعلان لحقوق الإنسان صادر عن هيئة الأمم المتحدة، لتحدد فيه آراءها بشأن حقوق المرأة. اعتمدته الجمعية العامة في السابع من نوفمبر عام 1967. مهد الإعلان السبيل لاتفاقية عام 1979 الملزمة قانونًا للقضاء على جميع أشكال التمييز ضد المرأة. يُتوقع من الدول الأطراف في الإعلان تقديم تقرير وطني كل أربع سنوات، يوضح التدابير التي اتخدتها من أجل الالتزام بالإعلان، ويُعد الفشل في فعل ذلك انتهاكًا للقانون الدولي. يناقش أعضاء اللجنة التقارير المقدمة مع ممثلي الحكومات، ويتطرقون إلى مجالات أخرى لمزيد من العمل وتسوية الخلافات معهم. يقدم المجلس أيضًا توصيات بسيطة إلى الدول فيما يخص القضاء على التمييز. بالإضافة إلى ذلك توفر اتفاقية القضاء على جميع أشكال التمييز ضد المرأة دعمًا بخصوص الاتجار والاستغلال الجنسي والحقوق السياسية والمدنية والحق في التصويت، والصحة، والعمل، والزواج، بل ويمتد دعمها إلى قضايا أخرى مثل السُلُفات والقروض الزاعية.

## خلاصة
يتبع الإعلان هيكلًا تنظيميًا مماثلًا للإعلان العالمي لحقوق الإنسان مع ديباجة يليها إحدى عشرة مادة.
المادة الأولى تنص على أن التمييز ضد المرأة «يمثل جَوْرًا عظيمًا، ويشكل جريمة ضد الكرامة الإنسانية». لم يتم إعطاء مصطلح «التمييز ضد المرأة» تعريف محدد.
المادة الثانية تدعو إلى إلغاء القوانين والأعراف التي تمارس تمييزًا ضد المرأة، والاعتراف بالمساواة بمقتضى القانون، كما تدعو الدول إلى التصديق على مواثيق الأمم المتحدة لحقوق الإنسان، وتنفيذها.
المادة الثالثة تدعو إلى تثقيف العامة من أجل القضاء على التحامل ضد المرأة.
المادة الرابعة تطالب بأن تتمتع النساء بكامل الحقوق الانتخابية، بما في ذلك حق التصويت وحق السعي وتقلد المناصب العامة.
المادة الخامسة تدعو إلى امتلاك النساء الحق، مثل الرجال، في تغيير الجنسية.
المادة السادسة تدعو إلى ضمان المساواة الكاملة للنساء في القانون المدني، ولا سيما الزواج والطلاق، كما تدعو إلى تحريم زواج القاصرات.
المادة السابعة تدعو إلى القضاء على التمييز ضد المرأة فيما يخص العقوبات الجنائية. تدعو المادة الثامنة إلى مكافحة جميع أشكال الاتجار بالنساء، واستغلالهن في ممارسة البغاء.
المادة التاسعة تؤكد على حق المساواة في التعليم بغض النظر عن الجنس.
المادة العاشرة تدعو إلى حق المساواة في أماكن العمل، بما في ذلك عدم التمييز في التوظيف، والمساواة في الأجر عند تساوي نوعية العمل، والحصول على إجازة أمومة مدفوعة الأجر. تدعو المادة الحادية عشرة الدول إلى تنفيذ مبادئ الإعلان.